# 塔鲁瓦索
塔鲁瓦索（法語：Tharoiseau，法語發音：[taʁwazo]）是法国勃艮第-弗朗什-孔泰大区约讷省的一个市镇，位于该省南部，属于阿瓦隆区。

## 地理
塔鲁瓦索（47°27'45"N, 3°48'17"E）面积3.43 平方千米，位于法国勃艮第-弗朗什-孔泰大區约讷省，该省份为法国中北部内陆省份，西接卢瓦雷省，西北接塞纳-马恩省，南至涅夫勒省，东临科多尔省，东北与奥布省接壤。
与塔鲁瓦索接壤的市镇（或旧市镇、城区）包括：多姆西叙勒沃、默纳德、伊斯朗、圣佩尔。

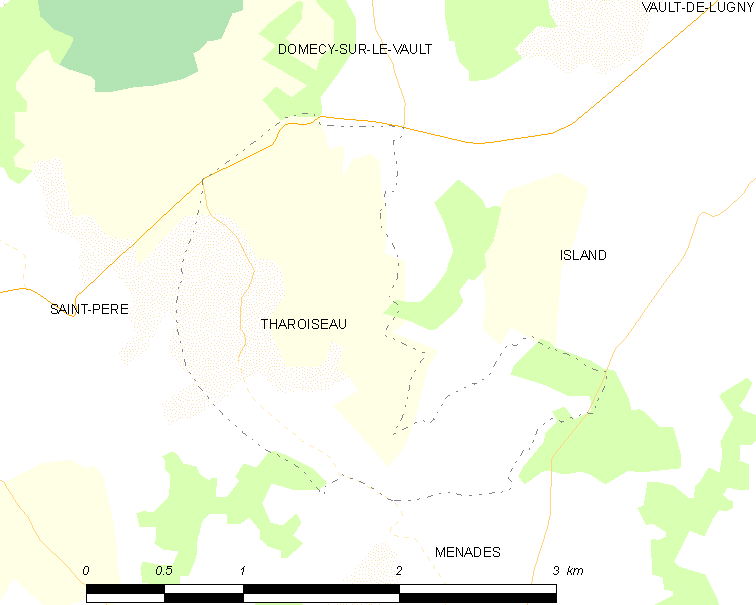
塔鲁瓦索的OSM定位图

塔鲁瓦索的时区为UTC+01:00、UTC+02:00（夏令时）。

## 行政
塔鲁瓦索的邮政编码为89450，INSEE市镇编码为89409。

## 政治
塔鲁瓦索所属的省级选区为茹拉维尔县。

## 人口

1962-2008年间塔鲁瓦索人口变化图示

塔鲁瓦索于2022年1月1日时的人口数量为62人。